# Annales Fuldenses

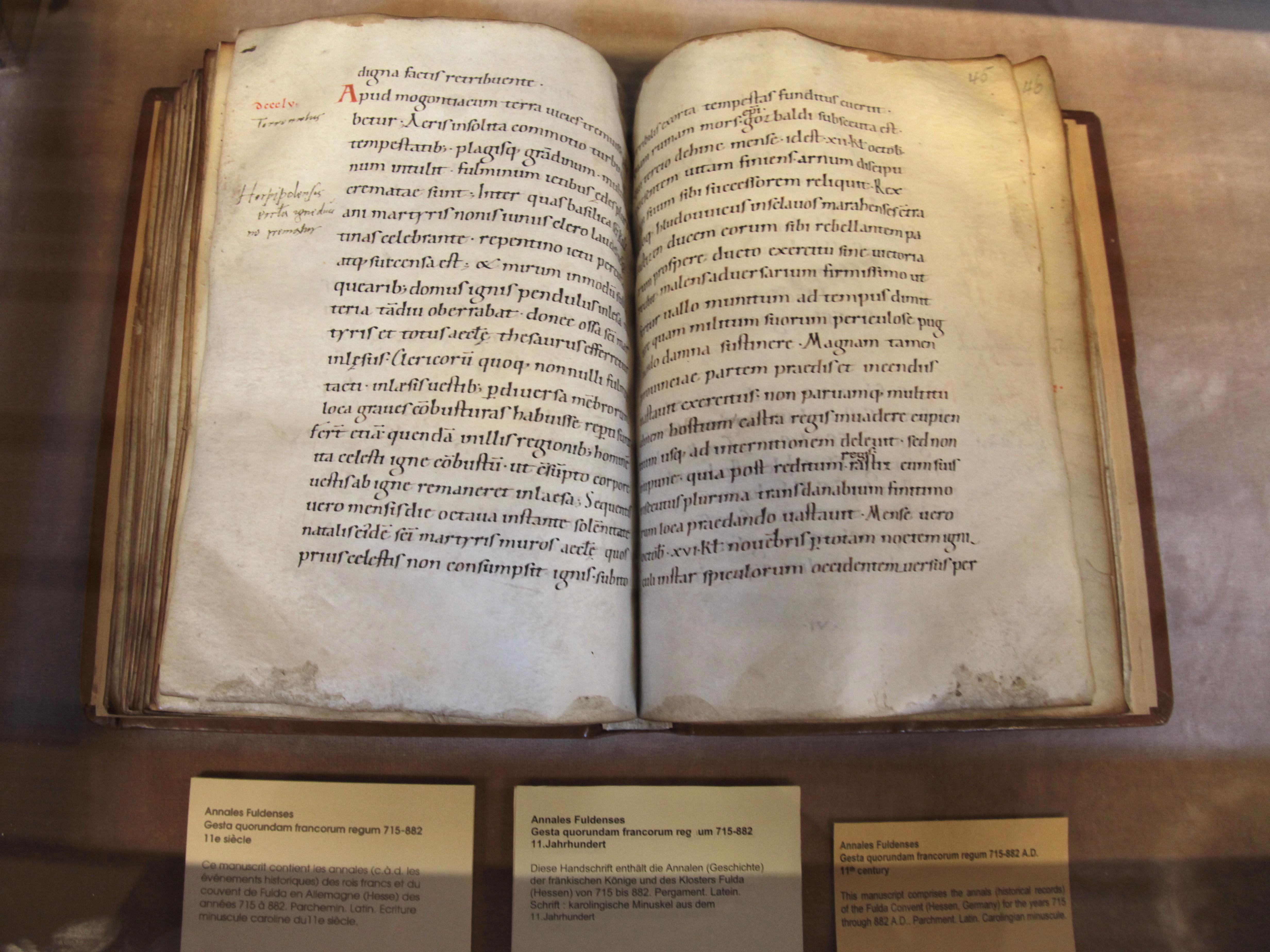
XI-wieczna kopia Annales Fuldenses przechowywana w Humanistycznej Bibliotece w Sélestat.

Annales Fuldenses (łac. Roczniki fuldajskie) – zbiór pochodzących z różnych klasztorów tekstów opisujących historię Europy w latach 714–901. Nazwa pochodzi od klasztoru w Fuldzie, w którym powstała jedna z jego redakcji. Tekst i struktura zbioru ustalone został w XIX wieku. Podobnie jak w przypadku zbioru zwanego Annales Regni Francorum, możliwych jest rozróżnienie kilku wersji.
Annales Fuldenses składają się z następujących części:
- z Seligenstadt, przypisywana Einhardowi, mnichowi z kancelarii Karola Wielkiego; opisuje lata 714–838,
- z Fuldy, przypisywana Rudolfowi; opisuje lata 838–863,
- postanowienia synodu w Metz z roku 863, anonima,
- z Moguncji, przypisywana Meginhardowi; opisuje lata 864–887,
- z Ratyzbony, anonima; opisuje lata 882–897,
- z Niederalteich, anonima; opisuje lata 897–901.